# Llista d'asteroides/210301-210400
| Nom      | Designació provisional | Data de descobriment   | Lloc de descobriment | Descobridor/s       |
| -------- | ---------------------- | ---------------------- | -------------------- | ------------------- |
| 210301 - | 2007 TX123             | 6 d'octubre de 2007    | Kitt Peak            | Spacewatch          |
| 210302 - | 2007 TR126             | 6 d'octubre de 2007    | Kitt Peak            | Spacewatch          |
| 210303 - | 2007 TP141             | 9 d'octubre de 2007    | Mount Lemmon         | Mount Lemmon Survey |
| 210304 - | 2007 TN143             | 6 d'octubre de 2007    | Socorro              | LINEAR              |
| 210305 - | 2007 TP146             | 6 d'octubre de 2007    | Socorro              | LINEAR              |
| 210306 - | 2007 TQ149             | 8 d'octubre de 2007    | Socorro              | LINEAR              |
| 210307 - | 2007 TJ151             | 9 d'octubre de 2007    | Socorro              | LINEAR              |
| 210308 - | 2007 TX154             | 9 d'octubre de 2007    | Socorro              | LINEAR              |
| 210309 - | 2007 TZ155             | 9 d'octubre de 2007    | Socorro              | LINEAR              |
| 210310 - | 2007 TQ156             | 9 d'octubre de 2007    | Socorro              | LINEAR              |
| 210311 - | 2007 TS156             | 9 d'octubre de 2007    | Socorro              | LINEAR              |
| 210312 - | 2007 TQ160             | 9 d'octubre de 2007    | Socorro              | LINEAR              |
| 210313 - | 2007 TM165             | 11 d'octubre de 2007   | Socorro              | LINEAR              |
| 210314 - | 2007 TB167             | 12 d'octubre de 2007   | Socorro              | LINEAR              |
| 210315 - | 2007 TW190             | 4 d'octubre de 2007    | Mount Lemmon         | Mount Lemmon Survey |
| 210316 - | 2007 TZ213             | 7 d'octubre de 2007    | Kitt Peak            | Spacewatch          |
| 210317 - | 2007 TM217             | 7 d'octubre de 2007    | Kitt Peak            | Spacewatch          |
| 210318 - | 2007 TS218             | 7 d'octubre de 2007    | Kitt Peak            | Spacewatch          |
| 210319 - | 2007 TG228             | 8 d'octubre de 2007    | Kitt Peak            | Spacewatch          |
| 210320 - | 2007 TM231             | 8 d'octubre de 2007    | Mount Lemmon         | Mount Lemmon Survey |
| 210321 - | 2007 TG232             | 8 d'octubre de 2007    | Kitt Peak            | Spacewatch          |
| 210322 - | 2007 TR239             | 10 d'octubre de 2007   | Mount Lemmon         | Mount Lemmon Survey |
| 210323 - | 2007 TW241             | 7 d'octubre de 2007    | Črni Vrh             | Črni Vrh            |
| 210324 - | 2007 TH245             | 8 d'octubre de 2007    | Catalina             | CSS                 |
| 210325 - | 2007 TD246             | 9 d'octubre de 2007    | Kitt Peak            | Spacewatch          |
| 210326 - | 2007 TJ255             | 10 d'octubre de 2007   | Kitt Peak            | Spacewatch          |
| 210327 - | 2007 TW260             | 10 d'octubre de 2007   | Kitt Peak            | Spacewatch          |
| 210328 - | 2007 TV278             | 11 d'octubre de 2007   | Mount Lemmon         | Mount Lemmon Survey |
| 210329 - | 2007 TZ278             | 11 d'octubre de 2007   | Mount Lemmon         | Mount Lemmon Survey |
| 210330 - | 2007 TG281             | 7 d'octubre de 2007    | Mount Lemmon         | Mount Lemmon Survey |
| 210331 - | 2007 TE303             | 12 d'octubre de 2007   | Kitt Peak            | Spacewatch          |
| 210332 - | 2007 TP317             | 12 d'octubre de 2007   | Kitt Peak            | Spacewatch          |
| 210333 - | 2007 TC318             | 12 d'octubre de 2007   | Kitt Peak            | Spacewatch          |
| 210334 - | 2007 TH355             | 11 d'octubre de 2007   | Catalina             | CSS                 |
| 210335 - | 2007 TT367             | 10 d'octubre de 2007   | Mount Lemmon         | Mount Lemmon Survey |
| 210336 - | 2007 TT380             | 14 d'octubre de 2007   | Kitt Peak            | Spacewatch          |
| 210337 - | 2007 TY380             | 14 d'octubre de 2007   | Kitt Peak            | Spacewatch          |
| 210338 - | 2007 TQ381             | 14 d'octubre de 2007   | Kitt Peak            | Spacewatch          |
| 210339 - | 2007 TD382             | 14 d'octubre de 2007   | Kitt Peak            | Spacewatch          |
| 210340 - | 2007 TZ382             | 14 d'octubre de 2007   | Kitt Peak            | Spacewatch          |
| 210341 - | 2007 TB386             | 15 d'octubre de 2007   | Catalina             | CSS                 |
| 210342 - | 2007 TS388             | 13 d'octubre de 2007   | Catalina             | CSS                 |
| 210343 - | 2007 TX410             | 15 d'octubre de 2007   | Lulin Observatory    | LUSS                |
| 210344 - | 2007 TV428             | 11 d'octubre de 2007   | Kitt Peak            | Spacewatch          |
| 210345 - | 2007 UQ                | 16 d'octubre de 2007   | Vallemare di Borbona | V. S. Casulli       |
| 210346 - | 2007 UM1               | 16 d'octubre de 2007   | Bisei SG Center      | BATTeRS             |
| 210347 - | 2007 UT1               | 17 d'octubre de 2007   | Junk Bond            | D. Healy            |
| 210348 - | 2007 UY3               | 17 d'octubre de 2007   | Bisei SG Center      | BATTeRS             |
| 210349 - | 2007 UJ4               | 16 d'octubre de 2007   | Bisei SG Center      | BATTeRS             |
| 210350 - | 2007 UA7               | 22 d'octubre de 2007   | Skylive              | Skylive             |
| 210351 - | 2007 UG10              | 17 d'octubre de 2007   | Anderson Mesa        | LONEOS              |
| 210352 - | 2007 UG11              | 18 d'octubre de 2007   | Socorro              | LINEAR              |
| 210353 - | 2007 US18              | 18 d'octubre de 2007   | Mount Lemmon         | Mount Lemmon Survey |
| 210354 - | 2007 UV19              | 18 d'octubre de 2007   | Mount Lemmon         | Mount Lemmon Survey |
| 210355 - | 2007 UF36              | 19 d'octubre de 2007   | Catalina             | CSS                 |
| 210356 - | 2007 UP41              | 16 d'octubre de 2007   | Kitt Peak            | Spacewatch          |
| 210357 - | 2007 UE47              | 21 d'octubre de 2007   | Kitt Peak            | Spacewatch          |
| 210358 - | 2007 UN48              | 20 d'octubre de 2007   | Mount Lemmon         | Mount Lemmon Survey |
| 210359 - | 2007 UO49              | 24 d'octubre de 2007   | Mount Lemmon         | Mount Lemmon Survey |
| 210360 - | 2007 UR54              | 30 d'octubre de 2007   | Kitt Peak            | Spacewatch          |
| 210361 - | 2007 UB60              | 30 d'octubre de 2007   | Mount Lemmon         | Mount Lemmon Survey |
| 210362 - | 2007 UF61              | 30 d'octubre de 2007   | Mount Lemmon         | Mount Lemmon Survey |
| 210363 - | 2007 UA88              | 30 d'octubre de 2007   | Kitt Peak            | Spacewatch          |
| 210364 - | 2007 UX91              | 30 d'octubre de 2007   | Mount Lemmon         | Mount Lemmon Survey |
| 210365 - | 2007 UZ98              | 30 d'octubre de 2007   | Kitt Peak            | Spacewatch          |
| 210366 - | 2007 UU111             | 30 d'octubre de 2007   | Mount Lemmon         | Mount Lemmon Survey |
| 210367 - | 2007 UM113             | 31 d'octubre de 2007   | Kitt Peak            | Spacewatch          |
| 210368 - | 2007 UZ115             | 31 d'octubre de 2007   | Kitt Peak            | Spacewatch          |
| 210369 - | 2007 UK128             | 20 d'octubre de 2007   | Mount Lemmon         | Mount Lemmon Survey |
| 210370 - | 2007 VV11              | 5 de novembre de 2007  | Kitt Peak            | Spacewatch          |
| 210371 - | 2007 VL25              | 2 de novembre de 2007  | Catalina             | CSS                 |
| 210372 - | 2007 VR34              | 3 de novembre de 2007  | Kitt Peak            | Spacewatch          |
| 210373 - | 2007 VX38              | 2 de novembre de 2007  | Catalina             | CSS                 |
| 210374 - | 2007 VG39              | 3 de novembre de 2007  | Kitt Peak            | Spacewatch          |
| 210375 - | 2007 VG58              | 1 de novembre de 2007  | Kitt Peak            | Spacewatch          |
| 210376 - | 2007 VV62              | 1 de novembre de 2007  | Kitt Peak            | Spacewatch          |
| 210377 - | 2007 VB63              | 1 de novembre de 2007  | Kitt Peak            | Spacewatch          |
| 210378 - | 2007 VD63              | 1 de novembre de 2007  | Kitt Peak            | Spacewatch          |
| 210379 - | 2007 VN80              | 3 de novembre de 2007  | Kitt Peak            | Spacewatch          |
| 210380 - | 2007 VB85              | 1 de novembre de 2007  | Socorro              | LINEAR              |
| 210381 - | 2007 VB87              | 2 de novembre de 2007  | Socorro              | LINEAR              |
| 210382 - | 2007 VB88              | 2 de novembre de 2007  | Socorro              | LINEAR              |
| 210383 - | 2007 VF96              | 9 de novembre de 2007  | Calvin-Rehoboth      | L. A. Molnar        |
| 210384 - | 2007 VL98              | 2 de novembre de 2007  | Kitt Peak            | Spacewatch          |
| 210385 - | 2007 VE110             | 3 de novembre de 2007  | Kitt Peak            | Spacewatch          |
| 210386 - | 2007 VW118             | 4 de novembre de 2007  | Kitt Peak            | Spacewatch          |
| 210387 - | 2007 VQ129             | 1 de novembre de 2007  | Mount Lemmon         | Mount Lemmon Survey |
| 210388 - | 2007 VK130             | 1 de novembre de 2007  | Mount Lemmon         | Mount Lemmon Survey |
| 210389 - | 2007 VA149             | 7 de novembre de 2007  | Kitt Peak            | Spacewatch          |
| 210390 - | 2007 VC149             | 7 de novembre de 2007  | Kitt Peak            | Spacewatch          |
| 210391 - | 2007 VN164             | 5 de novembre de 2007  | Kitt Peak            | Spacewatch          |
| 210392 - | 2007 VU167             | 5 de novembre de 2007  | Kitt Peak            | Spacewatch          |
| 210393 - | 2007 VN179             | 7 de novembre de 2007  | Mount Lemmon         | Mount Lemmon Survey |
| 210394 - | 2007 VQ180             | 7 de novembre de 2007  | Catalina             | CSS                 |
| 210395 - | 2007 VR185             | 9 de novembre de 2007  | Kitt Peak            | Spacewatch          |
| 210396 - | 2007 VY196             | 7 de novembre de 2007  | Mount Lemmon         | Mount Lemmon Survey |
| 210397 - | 2007 VH224             | 8 de novembre de 2007  | Kitt Peak            | Spacewatch          |
| 210398 - | 2007 VM238             | 13 de novembre de 2007 | Kitt Peak            | Spacewatch          |
| 210399 - | 2007 VV240             | 9 de novembre de 2007  | Catalina             | CSS                 |
| 210400 - | 2007 VE245             | 14 de novembre de 2007 | Bisei SG Center      | BATTeRS             |